# Helen Keller (Rechtswissenschafterin)
Helen Keller  (* 1. Juni 1964 in Winterthur) ist eine Schweizer Rechtswissenschafterin. Sie ist Professorin für Völkerrecht an der Universität Zürich und Verfassungsrichterin am Verfassungsgericht von Bosnien-Herzegovina. 
Von 2011 bis 2020 war sie vollamtliche Richterin am Europäischen Gerichtshof für Menschenrechte und von 2006 bis 2011 war sie Mitglied im Menschenrechtsausschuss der Vereinten Nationen.

## Leben
Nach dem Studium der Rechtswissenschaft an der Universität Zürich war Keller Assistentin an den Lehrstühlen von Alfred Kölz und Heribert Rausch. Bei letzterem promovierte sie 1993 mit einer umweltverfassungsrechtlichen Dissertation, für welche sie den Professor Walther Hug Preis verliehen bekam. Nach einem LL.M.-Studium am College of Europe in Brügge folgten zwei vom Schweizerischen Nationalfonds finanzierte Forschungsaufenthalte am European Law Research Center an der Harvard Law School und am European University Institute in Florenz. Während ihrer Zeit als Oberassistentin an der Universität Zürich (1996–2002) verfasste sie ihre Habilitationsschrift («Rezeption des Völkerrechts») und war Projektleiterin eines mehrbändigen Kommentars zum Umweltschutzgesetz. Nach einem Forschungsaufenthalt am Max-Planck-Institut für ausländisches öffentliches Recht und Völkerrecht wurde sie 2002 an die Universität Luzern berufen, wo sie heute ständige Gastprofessorin ist. Zwei Jahre später folgte der Ruf an den ordentlichen Lehrstuhl für Öffentliches Recht, Europa- und Völkerrecht in Zürich. 2018 wurde Keller von der Universität Fribourg für ihren Beitrag zur gegenseitigen Befruchtung von Doktrin und Praxis mit der Ehrendoktorwürde ausgezeichnet.
2005 wurde Helen Keller von der UN-Generalversammlung als Nachfolgerin von Walter Kälin in den Menschenrechtsausschuss der Vereinten Nationen gewählt. 2010 wurde sie wiedergewählt. Von 2011 bis 2020 war sie Richterin am Europäischen Gerichtshof für Menschenrechte. Sie verbrachte zunächst vier Jahre in der Sektion des Gerichtshofs, welche sich vor allem mit türkischen Fällen befasste. Danach wechselte sie in die vor allem mit russischen Fällen befassten Sektion. Seit 2020 amtet sie als Verfassungsrichterin am Verfassungsgericht von Bosnien-Herzegovina.
Sie ist Vorstandsmitglied der Schweizer Sektion der Internationalen Juristenkommission.
Helen Keller ist verheiratet und hat zwei Söhne. Sie lebt in Zürich.